# Gle Subak
Gle Subak is een bestuurslaag in het regentschap Aceh Jaya van de provincie Atjeh, Indonesië. Gle Subak telt 96 inwoners (volkstelling 2010).